# 二氢丁苯那嗪
二氢丁苯那嗪（缩写：DTBZ）是一种含氮有机化合物，分子式C19H29NO3，与丁苯那嗪相比羰基变为羟基，能作为正子斷層造影（PET）的放射性示踪剂。